# دیجیتال انویل
دیجیتال انویل (انگلیسی: Digital Anvil) شرکت بازی ویدئویی آمریکایی است، که در سال ۱۹۹۶ توسط کریس رابرتس تأسیس شد.